# Magomed Kurbanov
Magomed Gusejnovitj Kurbanov (ryska: Магомед Гусейнович Курбанов), född 8 februari 1993, är en rysk brottare som tävlar i fristil.

## Karriär
Vid EM 2025 i Bratislava tog Kurbanov silver i 97 kg-klassen efter en finalförlust mot georgiske Givi Matjarasjvili.